# Cusey
Cusey é uma comuna francesa na região administrativa de Grande Leste, no departamento de Haute-Marne. Estende-se por uma área de 23,22 km². Em 2010 a comuna tinha 286 habitantes (densidade: 12,3 hab./km²).